# فهرست فراورده‌های دریایی
فهرست آبزیان و فراورده‌های دریایی
- جراح ماهیان
  1. جراح ماهی قهوه‌ای
- منقار ماهیان
  1. منقار ماهی شکارچی
- کفشک ماهیان چپ‌رخ
  1. کفشک پرلکه
- ‌خاروماهیان
  1. خارو باله سفید
- دهان لانه ماهیان
  1. دهان لانه دونواری
  2. دهان لانه خالدار
- میگو ماهیان
  1. میگو ماهی
- نوار ماهیان
  1. نوار ماهی
- پهن‌ماهیان
  1. پهن‌ماهی (فلوندر)
- پروانه ماهیان
  1. پروانه ماهی سه نواری
- خامه ماهیان
  1. خامه ماهی
- گربه ماهیان دریایی
  1. گربه ماهی خاکی
  2. گربه ماهی بزرگ
- گالیت ماهیان
  1. گالیت معمولی
- خارپشت ماهیان
  1. خارپشت ماهی لب‌منقاری
- زبان گاو ماهیان
  1. زبان گاوی درشت پولک
  2. زبان گاوی چهارخط
- گیش ماهیان
  1. مقوا گوژپشت
  2. گیش میگوئی
  3. گیش باله سیاه
  4. گیش شکم شیاری
  5. گیش گوشه سیاه
  6. گیش دراز باله
  7. گیش درخشان
  8. گیش بال‌افشان
  9. گیش خال سفید
  10. گیش پهن
  11. گیش بزرگ
  12. گیش ریز
  13. پر و دم سیاه
  14. پر و چشم درشت
  15. گیش طلائی
  16. کتو
  17. حلوا سیاه
  18. سارم دهان بزرگ
  19. گیش چشم درشت
  20. گیش زرد خط
  21. سارم تیره
  22. پرستو ماهی هندی
  23. مقوا چانه دراز
  24. گیش دهان سفید
- سگ ماهیان
  1. گواف کوچک
  2. ساردین رنگین کمان
  3. شمسک بزرگ
  4. شمسک کوچک
  5. گواف رشته‌دار
  6. ساردین پهلو طلائی
  7. ساردین روغنی
  8. ساردین دم سیاه
  9. صبور
- عروس ماهیان
  1. عروس ماهی نواری
  2. عروس ماهی منقوط
- چسبک ماهیان
  1. چسبک ماهی
- موتو ماهیان
  1. موتو هندی
  2. لچه دهان بارنجی
- شینگ ماهیان
  1. شینگ ماهی
  2. لب لوله ماهیان
  3. لب لوله ماهی قهوه‌ای
- چغوک ماهیان
  1. چغوک رشته دار
  2. چغوک شفاف
  3. چغوک پشت طلائی
- سنگسر ماهیان
  1. خنو خاکستری
  2. خنو لیموئی
  3. خنو زرد باله
  4. خنو خال سیاه
  5. خنو گوش قرمز
  6. سنگسر شش خط
  7. سنگسر معمولی
  8. سنگسر چهارکله
  9. سنگسر مخطط
  10. نیم منقار ماهیان
  11. نیم منقار جهنده
- سنجاب ماهیان
  1. سنجاب ماهی
- نیزه ماهیان
  1. بادبان ماهی
  2. نیزه ماهی سیاه
  3. چرم باله ماهیان
  4. چرم باله برتری
- زمرد ماهیان
  1. زمرد ماهی دم جاروئی
- گیش ماهیان دروغین
  1. گیش دروغین
- پنج زاری ماهیان
  1. پنج زاری باله نارنجی
  2. پنج زاری خال سیاه
  3. پنج زاری بزرگ
  4. پنج زاری مزین
  5. پنج زاری کج پوزه
- شهری ماهیان
  1. شهری دم زرد
  2. شهری گوش قرمز
  3. شهری دراز صورت قهوه‌ای
  4. شهری معمولی
- سه دم ماهیان
  1. سه دم ماهی
- سرخو ماهیان
  1. سرخو حرا
  2. سرخو بنگال
  3. سرخو خونی
  4. سرخو خال سیاه
  5. سرخو معمولی
  6. سرخو مخطط زرد
  7. سرخو چشم درشت
  8. سرخو مالاباری
  9. سرخو پنج خط
  10. سرخو قهوه‌ای
  11. سرخو هشت خط
  12. سرخو کج پولک
- ماه ماهیان
  1. ماه ماهی
- خورشید ماهیان
  1. خورشید ماهی اقیانوسی
- تک خار ماهیان
  1. تک شاخ ماهی خاکستری
  2. تک شاخ ماهی مشبک
- بز ماهیان
  1. بز ماهی سرخ جامه
  2. بز ماهی زرد جامه
  3. بز ماهی نوار آجری
- مار ماهیان دریائی
  1. مارماهی زرد
  2. مارماهی تیزدندان
  3. گوازدیم دریائی
  4. گوازدیم لکه دار
  5. گوازدیم چشم درشت
  6. گوازدیم تک نوار
  7. مارماهی پوزه کند
- خفاش ماهیان
  1. خفاش ماهی
- زمین کن ماهیان
  1. زمین کن خال باله
  2. زمین کن دم نواری
- راشگو ماهیان
  1. راشگو معمولی
  2. راشگو مخطط
  3. راشگو شش خط
- فرشته ماهیان
  1. هاماد
- تی‌بر ماهیان
  1. ماهی حوض دریا
- کفشک ماهیان تیزدندان
  1. کفشک تیزدندان
- طوطی ماهیان
  1. طوطی ماهی یشمی
  2. طوطی ماهی زرد پولک
  3. طوطی ماهی ایرانی
- زورک ماهیان
  1. زورک
- شوریده ماهیان
  1. میش ماهی
  2. مشکو لکه‌دار
  3. شوریده
  4. مشکو سیاه
  5. شبه شوریده چشم درشت
  6. میش ماهی منقوط
- تون ماهیان
  1. بچه زرده
  2. زرده
  3. هوور مسقطی
  4. طلال
  5. قباد ژاپنی
  6. شیرماهی
  7. قباد
  8. گیدر
  9. هوور
  10. عقرب ماهیان
  11. زنبور ماهی خال چشمی
  12. گزنده ماهی
  13. سگ ماهی خال سیاه
  14. خروس دریا
- هامور ماهیان
  1. هامور سیاه
  2. سمن آجری
  3. هامور خال نارنجی
  4. هامور منقوط قهوه‌ای
  5. هامور معمولی
  6. هامور پنج نواری
  7. هامور خط شکسته
  8. هامور خاکی
  9. هامور مالاباری
  10. هامور کله زیتونی منقوط
- شورت ماهیان
  1. شورت
- کفشک ماهیان راست سرخ
  1. کفشک گرد
  2. کفشک ریز
  3. کفشک گورخری
- شانک ماهیان
  1. شانک دو نواری
  2. صبیتی
  3. شانک زرد باله
  4. کوپر
  5. سیم دندان نما
- گیجار ماهیان
  1. گیجار منقوط
  2. گیجار بزرگ
- حلوا سفید ماهیان
  1. حلوا سفید
- یلی ماهیان
  1. یلی چهارخط
  2. یلی خط‌کمانی
  3. یلی درشت پولک
- بادکنک ماهیان چهاردندانی
  1. بادکنک ماهی قهوه‌ای
  2. بادکنک ماهی زیتونی
  3. بادکنک ماهی صاف
- سه‌خار ماهیان
  1. سه خاره خلال
  2. سه خاره پوزه‌کوتاه
- یال‌اسبی ماهیان
  1. یال‌اسبی بزرگ
  2. گربه کوسه ماهیان
  3. گربه کوسه عربی
  4. گربه کوسه لکه‌دار
- کوسه ماهیان
  1. کوسه وحشی
- کوسه ماهیان سرچکشی
  1. کوسه سرچکشی
- کوسه ماهیان ژرفزی
  1. کوسه گورخری
- کوسه ماهیان دراز دم
  1. کوسه دم دراز
- کوسه ماهیان درنده
  1. کوسه چانه سفید
  2. کوسه نوک‌تیز
  3. کوسه باله‌سیاه
  4. کوسه ببری
  5. کوسه چاک‌لب
- کوسه ماهیان مرموز
  1. کوسه قلاب دندان
- پوماهیان
  1. پو گزنده
  2. پو چهارگوش
  3. پو پلنگی
  4. پو دوخار
  5. پو دم‌پری
- رامک ماهیان
  1. رامک خالدار
  2. رامک مخطط
  3. رامک خط کمانی
  4. شبه سوس
  5. شبه سوس خالدار
- سپر ماهیان دوپوزه
  1. سپر ماهی دوپوزه
- سوس ماهیان
  1. سوس بزرگ
- سپر ماهیان برقی
  1. سپر ماهی برقی ایرانی
- ماهیان ماهیدانی (آکواریومی)
  1. اسب ماهی
  2. جراح دو زرد
  3. کاردینال کمربندی
  4. رنگین کمان
  5. فرشته ماهی
  6. ستاره دریائی
  7. پروانه قهوه‌ای
  8. پروانه زرود
  9. خرگوش ماهی
  10. طوطی ماهی
  11. کاردینال خطی
  12. کفشک ماهی
  13. کوسه
  14. گربه ماهی
  15. لب شیرین
  16. ماه ماهی
  17. ماهی نقره‌ای
  18. هامور
  19. خرچنگ
  20. خرچنگ معمولی
  21. خرچنگ قرمز
  22. شاه میگو (لابستر)
  23. خاویار
  24. آسترا
  25. فیل ماهی
  26. سوروگا
  27. انواع میگو
  28. میگو پرورشی
  29. میگوخشک
  30. شاه میگو
- انواع صدف
  1. صدف دریائی
  2. گوش ماهی صدف
- کنسرو ماهیان
  1. کنسرومیگو
  2. کنسرو ماهی فیل ماهی
  3. کنسرو ماهی تاسماهی (ازون‌برون)
  4. کنسرو ماهی تن
  5. کنسرو ماهی ریزه کولی
  6. کنسرو ماهی ساردین
  7. کنسرو ماهی سوروگا
  8. کنسرو ماهی خاویاری
  9. کنسرو ماهی ریزکولی دودی
  10. کنسرو ماهی قزل‌آلا
  11. کنسرو ماهی سفیددودی
- غذای ماهیان ماهیدانی (آکواریومی)
  1. جلبک خشک شده
  2. پودر ماهی
- فراورده‌های دریایی
  1. ده بازویان (اسکوئید)
  2. باله خشک کوسه سفید‌-سینه‌ای
  3. باله خشک کوسه سیاه‌-سینه‌ای
  4. باله خشک کوسه سیاه دمی
  5. پودر ماهی ریزه کولی (کیلکا)
  6. گوش ماهی صدف
  7. فیله انواع ماهیان
  8. میگوی خشک شده
- ماهیان خاویاری (تاس ماهیان)
  1. تاسماهی (استروژن)
  2. فیل ماهی
  3. سوروگا
  4. آسترا
- دیگر گونه‌های ماهیان
  1. ریزه کولی (ماهی کیلکا)
  2. قزل‌آلا رودخانه‌ای
  3. ماهی سفید
  4. مارماهی
  5. ماهی آزاد
  6. ماهی مرکب

## پرورش ماهی در ایران
در اسطوره‌های ایرانی جمشید را نخستین انسانی پنداشته‌اند که به پرورش ماهی پرداخت، جمشید پادشاه پیشدادی بود. ایرانیان محل پرورش ماهی را ماهی‌خانه می‌نامیدند.
| بپرداخت آب میانگاه خاک   |  | بپرورد ماهی در آن آب پاک    |
| ز جمشید ماند چنین یادگار |  | اگرچه برآمد بسی روزگار      |
| هنرور شده خاک ایرانزمین  |  | بشد زان سپس سوی ماچین و چین |